# Osterbinde
Osterbinde è una frazione (Ortsteil) della città di Bassum, nel land della Bassa Sassonia, in Germania.

## Storia
Già comune autonomo nel circondario della contea di Hoya, fu soppresso e incorporato a Bassum il 1º marzo 1974.